# Pies z Bonn-Oberkassel

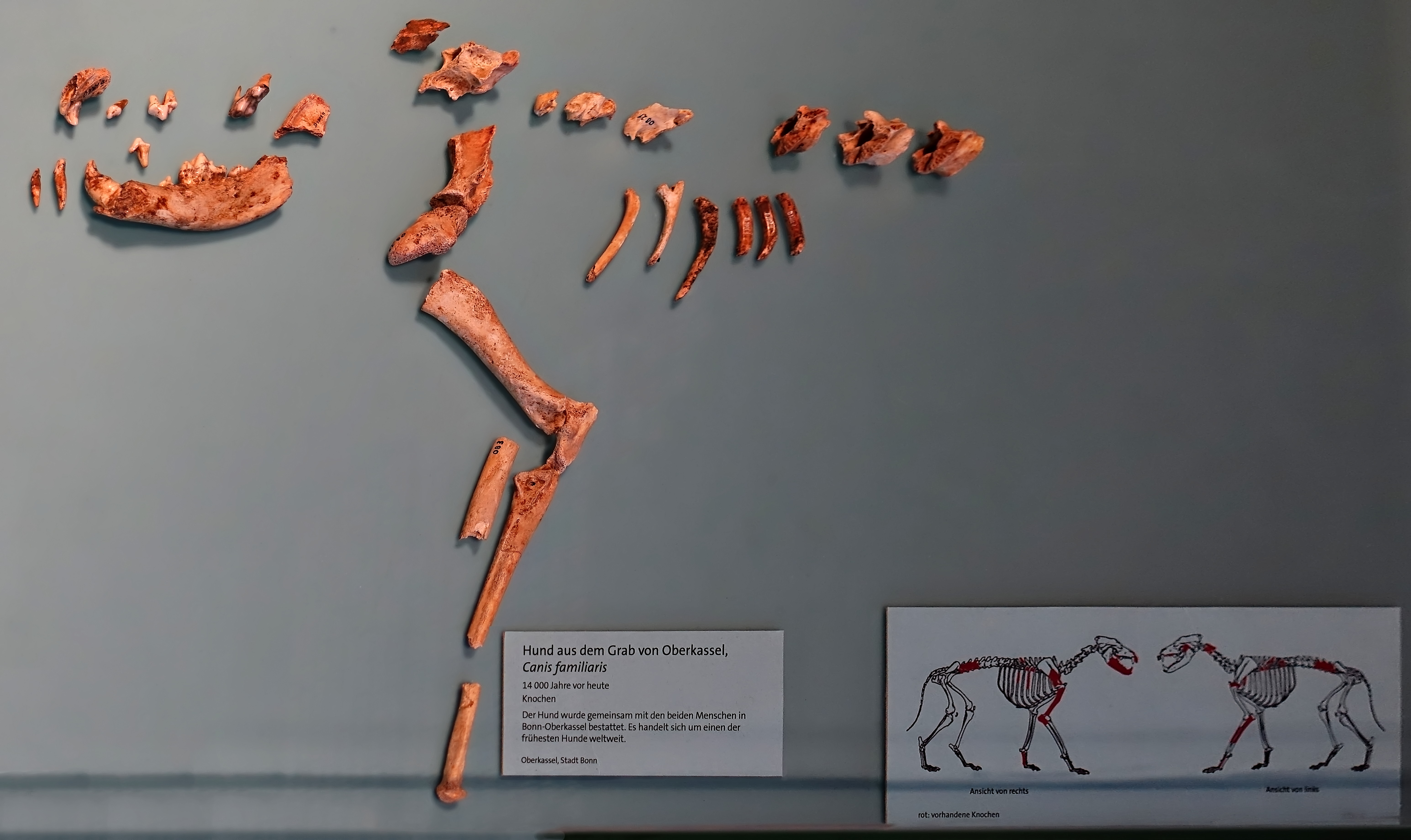
Wystawa szczątków psa z Bonn-Oberkassel w Rheinisches Landesmuseum Bonn

Pies z Bonn-Oberkassel (niem. Der Hund von Bonn-Oberkassel) – pies z późnego paleolitu (ok. 14 000 lat BP / ok. 12 000 lat BP), którego szczątki szkieletowe znaleziono pochowane obok dwóch ludzi. Odkryte na początku 1914 r. przez pracowników kamieniołomu w miejscowości Oberkassel (obecnie część Bonn), w Niemczech, podwójne miejsce pochówku zostało przeanalizowane przez zespół archeologów z Uniwersytetu w Bonn. W chwili śmierci zwierzę miało około 7,5 miesiąca, 40–50 cm wysokości w kłębie i ważyło 13–18 kg, co sugeruje smukłą budowę podobną do wilków zachodnioazjatyckich (takich jak wilk perski) lub niektórych współczesnych chartów.
Dolna szczęka psa została początkowo uznana za pochodzącą od wilka i umieszczona w muzeum wraz z ludzkimi szczątkami, podczas gdy pozostałe kości psa zostały umieszczone w zbiorach geologicznych uniwersytetu. Kości psa z Bonn-Oberkassel zostały ponownie połączone pod koniec lat 70. i ponownie zidentyfikowane jako pies domowy i przypisane
kulturze magdaleńskiej, datowane są na początek późnego interstadiału glacjalnego, ok. 14 000 BP. Do psa przypisano łącznie 32 możliwe do zidentyfikowania fragmenty kości. Zostały one wykorzystane do oszacowania szeregu cech zwierzęcia.
Osteoartroza, wraz z hipoplazją szkliwa, hipodoncją i chorobą przyzębia, wskazują, że pies z Bonn-Oberkassel jako szczeniak przebył infekcję nosówki. Ze względu na wysoką śmiertelność tej choroby bez wsparcia, przypuszcza się, że jego przetrwanie było możliwe dzięki opiece człowieka. Obejmować ona miała dostarczanie wody, przypuszczalnie również pożywienia, a także częste czyszczenie. Rozległa opieka sugeruje znaczne współczucie dla psa, co może wskazywać, że pies był postrzegany jako zwierzę domowe. Nie wiadomo, w jaki sposób pies zdechł; mogło to być spowodowane skutkami choroby lub innymi przyczynami naturalnymi. Alternatywną możliwością jest to, że został zabity lub złożony w ofierze, aby zostać pochowanym wraz z ludźmi, co jest archeologicznie poświadczoną praktyką związaną z motywami duchowymi i religijnymi. Na miejscu znaleziono trzonowiec należący do drugiego, starszego psa, który przypuszczalnie został użyty jako inwentarz grobowy.

## Tło
Psy domowe prawdopodobnie pochodzą od populacji wilków szarych. Czas, miejsce i region, w którym psy zostały udomowione, a także liczba oddzielnych wydarzeń udomowienia, które miały miejsce, są przedmiotem intensywnych dyskusji wśród naukowców. Obecność psów w późniejszej części okresu magdaleńskiego w paleolitycznej Europie (ok. 15 000–12 000 BP / ok. 13 000–10 000 p.n.e.) jest dobrze ugruntowana, ale znane są też dyskusyjne przykłady psów z kultury oryniackiej (ok. 43 000–26 000 BP). Niektóre badania genetyczne wskazują, że psy wywodzą się z populacji wilków wschodnioazjatyckich, a ich wyodrębnienie datuje się na ok. 39 000 lat BP. Znane są liczne prehistoryczne pochówki psów, od rytualnych i symbolicznych pochówków po zwykłe usuwanie zwłok z powodów higienicznych. Czynniki takie jak obecność dóbr grobowych, umiejscowienie psa w grobie i pochówek obok ludzi mogą służyć jako oznaki opieki i symbolicznych intencji.
Różne znaleziska psów magdaleńskich datowane są na ok. 15 000–14 500 lat BP, co odpowiada początkowi późnego interstadiału glacjalnego i gwałtownym zmianom klimatu, kiedy to plejstoceński step mamuci ustąpił miejsca lasom. Ludzie mogli poszukiwać psów myśliwskich w coraz bardziej „zamkniętych” warunkach ze względu na ich lepsze zdolności węchu i słuchu.

## Historia odkrycia i badań
18 lutego 1914 r. robotnicy budujący tor dla wózków w kamieniołomie bazaltu Petera Uhrmachera w miejscowości Oberkassel koło Bonn, w Niemczech, odkryli dwa ludzkie szkielety, starszego mężczyzny i młodej kobiety, zakopane w warstwie piaszczystej gliny między zwietrzałym bazaltem. Miejsce wykopalisk znajdowało się na górze Kuckstein, na południowym skraju Siedmiogórza. Niewłaściwe metody wydobycia częściowo zniszczyły grób, co prawdopodobnie przyczyniło się do utraty wielu kości. Uhrmacher poinformował lokalnego nauczyciela o odkrytych szczątkach, który, zdając sobie sprawę z ich znaczenia, poinformował archeologów z Uniwersytetu w Bonn. Zespół archeologów zebrał się trzy dni później i datował je na „okres reniferów” (paleolit górny), a dodatkowo zauważył różne kości zwierząt, w tym „prawą dolną szczękę wilka”.
Później zidentyfikowano tam kilka innych kości zwierzęcych, w tym kość penisa niedźwiedzia, siekacz jelenia szlachetnego i rzeźbę z poroża łosia, prawdopodobnie przedstawiającą głowę łosia. Zespół składający się z fizjologa Maxa Verworna, anatoma Roberta Bonneta i geologa Gustava Steinmanna zbadał szkielety i wstępnie datował stanowisko na okres magdaleński ze względu na podobieństwa w wyposażeniu grobów.
W monografii z 1919 r. opisano szkielet psa, grupując inne fragmenty kości z okazem. Podczas gdy dwa ludzkie szkielety były przechowywane w Rheinisches Landesmuseum Bonn, szczątki zwierzęce z tego miejsca zostały podzielone na dwie grupy. Dolna szczęka psa została umieszczona w magazynie wraz z ludzkimi szczątkami, ale różne inne fragmenty zwierzęcia były przechowywane w zbiorach geologicznych Uniwersytetu w Bonn bez zapisów o ich pochodzeniu.
Pod koniec lat 70. Erwin Cziesla, student prehistorii badający stanowisko Oberkassel, ponownie odkrył oddzielony materiał w zbiorach uniwersyteckich. Szczątki zostały ponownie połączone w Landesmuseum i poddane dalszym badaniom, a dolna szczęka i towarzyszące jej kości zidentyfikowano jako należące do psa domowego. Gerhard Bosinski, doradca Cziesli, w swoim badaniu z 1982 r. datował stanowisko Oberkassel na środkowy okres magdaleński ze względu na zaobserwowane podobieństwa między rzeźbioną kością odkrytą obok szczątków a figurkami kostnymi contours découpés z okresu środkowego okresu magdaleńskiego we Francji . Dzięki temu pies z Bonn-Oberkassel stał się najwcześniejszym znanym przykładem udomowionego zwierzęcia, a obecnie status ten podzielają także inne znaleziska psów z epoki magdaleńskiej.
Datowanie radiowęglowe szczątków przez Oxford Radiocarbon Accelerator Unit w 1993 r. określiło wiek jako nieco późniejszy niż pierwotnie sądzono, na koniec okresu magdaleńskiego i najwcześniejszą część późnego interstadiału glacjalnego, ok. 14 000 BP. Daty te zostały później poparte datowaniem radiowęglowym za pomocą akceleratorowej spektometrii mas wykonanej przez Uniwersytet w Kilonii w 1997 r.; wyniki potwierdziły także współczesne datowania szczątków psa i człowieka. Ponowne badanie z 1994 r. stworzyło katalog szczątków i zgrupowało kilka innych kości, wcześniej interpretowanych jako należących do innych zwierząt, jako części psa. Jeszcze więcej fragmentów zostało odkrytych podczas i po badaniach datowania, wszystkie bez duplikatów w szkielecie. Pies z Bonn-Oberkassel jest aktualnie częścią niewielkiej grupy jednoznacznych wczesnych okazów psów znalezionych w Niemczech, Hiszpanii i Francji, datowanych na ok. 15 000–13 500 BP. Wcześniejsze znaleziska psów domowych są niepewne i kwestionowane.

## Opis fizyczny
Zidentyfikowano trzydzieści dwa identyfikowalne fragmenty kości psa z Bonn-Oberkassel. Obejmuje to dziewięć fragmentów czaszki i dwadzieścia trzy fragmenty z reszty ciała, w tym żebra, kręgi (w tym szyjne, piersiowe i lędźwiowe), dwie częściowe łopatki, uszkodzoną lewą kość ramienną obok końca innej, fragmenty lewego promienia i części obu łokci. Dodatkowe dwadzieścia pięć bardzo małych fragmentów kości nie mogło zostać dokładnie zidentyfikowanych, ale wiele z nich było przypuszczalnie częściami żeber, czaszki i kręgów.
Współczesne badania datują psa na ok. 14 000 BP ± 200 lat. Pies miał prawdopodobnie 40–50 cm wysokości w kłębie i szacowaną wagę 13–18 kg. Takie dane sugerują stosunkowo smukłą budowę zwierzęcia, porównywalną z wilkiem perskim i niektórymi rasami chartów.
Szacuje się, że pies zmarł gdy miał około 7,5 miesiąca. Chrząstka nasadowa czaszki kręgu lędźwiowego jest zamknięta; zwykle zamyka się w wieku 7 miesięcy u współczesnych psów. Jednak płytka ogonowa tego samego kręgu jest otwarta, co u współczesnych psów zamyka się w wieku około 8 miesięcy.

## Zdrowie

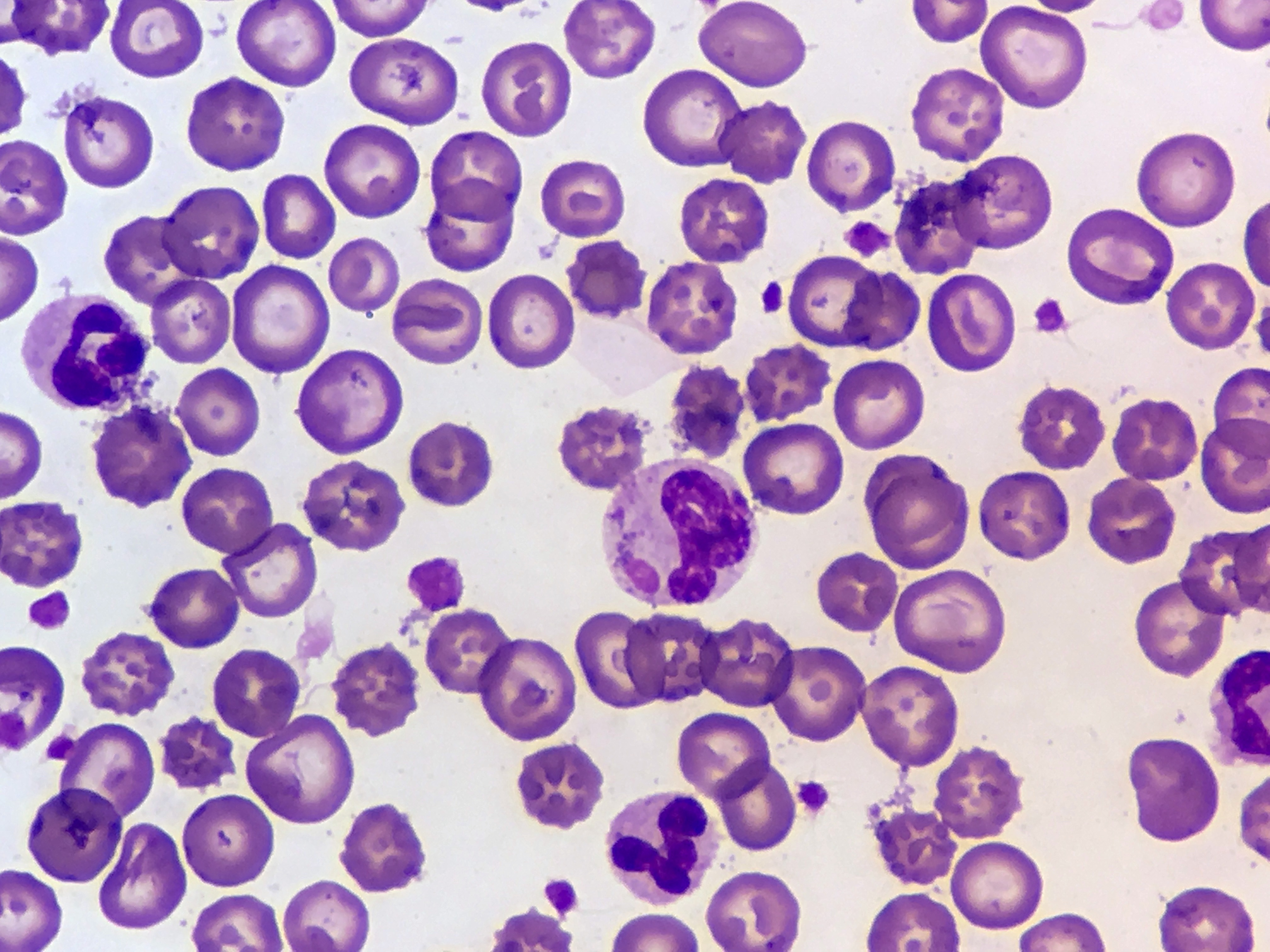
Wirus nosówki pod mikroskopem

Pies z Bonn-Oberkassel prawdopodobnie cierpiał na nosówkę jako szczeniak. Nosówka psów jest poważną chorobą wirusową, której śmiertelność u współczesnych szczeniąt domowych szacuje się na 75%, często z powodu głodu, odwodnienia i wtórnych infekcji w ciągu trzech fal. Oznaki utraty szkliwa, brakujące zęby i ciężka choroba dziąseł są zgodne z diagnozą nosówki psów. Przyjmuje się, że zakażenie nastąpiło między 19. a 21. tygodniem życia i trwało około trzech tygodni. Pozostały ząb psa wykazywał silne ścieranie i utratę szkliwa, prawdopodobnie spowodowane kompulsywnym żuciem kamieni. Pica (spożywanie niejadalnych przedmiotów) jest powszechnym wskaźnikiem wpływu choroby na mózg podczas jej ostatniej fali.
Ostrogi kostne są widoczne zarówno na kościach łokciowych, jak i na stawach łokciowych, co sugeruje chorobę zwyrodnieniową stawów. Choroba zwyrodnieniowa stawów jest niezwykle rzadka u szczątków psów przed końcem epoki żelaza; jednym z nielicznych znanych przypadków jest pochowany pies ze stanowiska Anderson w Tennessee, ok. 7000 BP. Choroba prawdopodobnie rozpoczęła się około miesiąca przed śmiercią, w wieku około 28 tygodni. Jest mało prawdopodobne, aby większość typowych przyczyn choroby zwyrodnieniowej stawu łokciowego u współczesnych młodych psów doprowadziła do powstania ostróg kostnych obserwowanych u psa z Bonn-Oberkassel. Napady padaczkowe związane z nosówką psów mogły spowodować chorobę zwyrodnieniową stawów poprzez uraz fizyczny spowodowany upadkiem bez kontroli.

### Leczenie przez ludzi

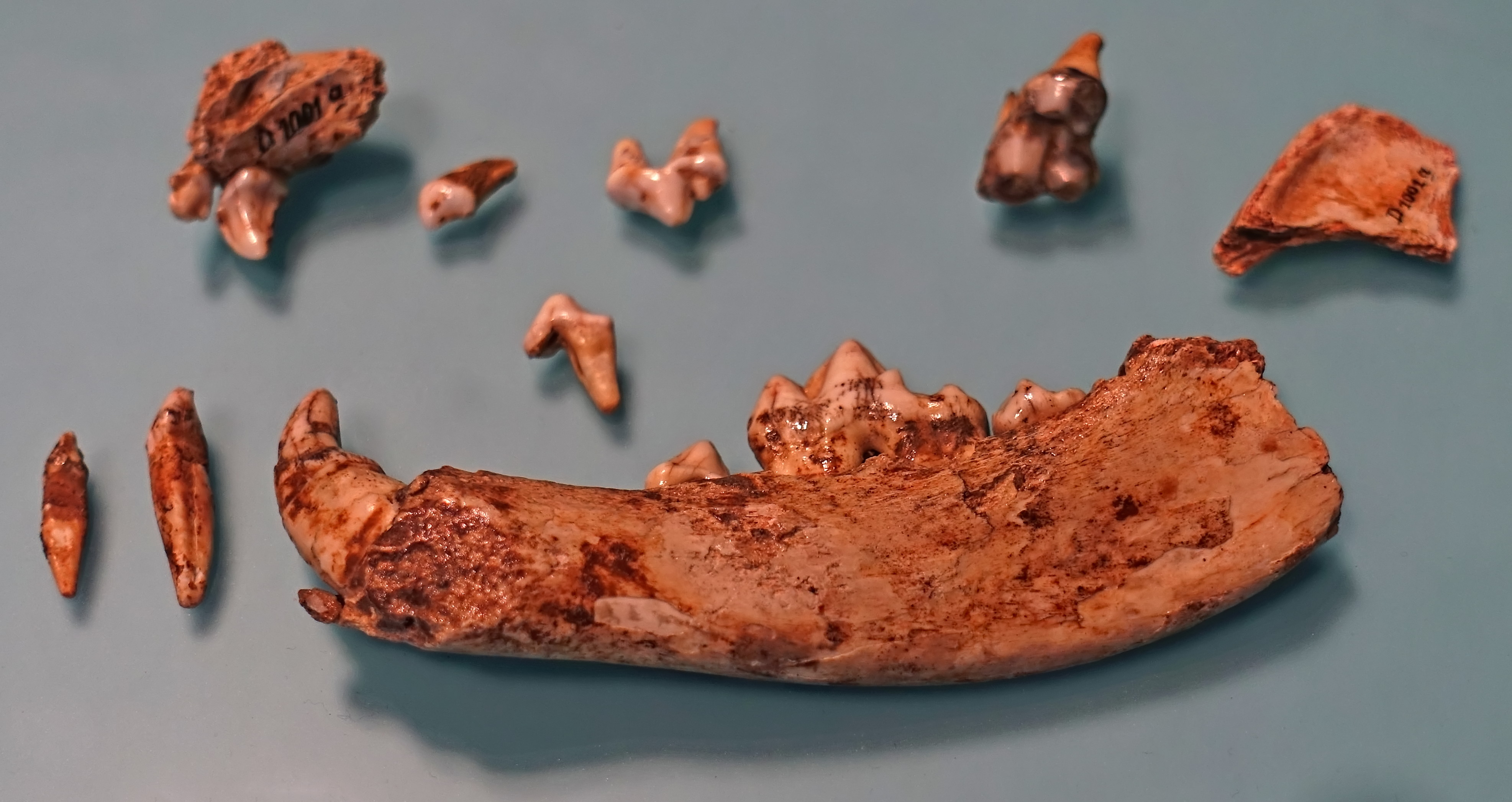
Szczątki czaszki psa z Bonn-Oberkassel

Samodzielne przetrwanie nosówki psów jest „prawie nieistniejące”; w badaniu z 2014 r. czaszek 544 dorosłych dzikich psów i wilków w kolekcjach muzealnych, żadna z nich nie miała poziomych uszkodzeń szkliwa typowych dla choroby u szczeniąt. Młody pies z Bonn-Oberkassel przypuszczalnie wymagał intensywnej opieki podczas trzytygodniowej infekcji. Ludzie opiekujący się szczeniakiem prawdopodobnie oczyszczali go z wymiocin i biegunki spowodowanej chorobą, a także zapewniali wodę i ewentualnie jedzenie. Jeśli infekcja wystąpiła zimą, musieliby go dodatkowo ogrzewać. Takie działania wskazują, że ludzie mogli czuć bliską więź, znaczące współczucie i empatię dla szczeniaka.
Ponieważ długotrwała opieka wymagała znacznego wysiłku, a pies był bardzo młody, przyjmuje się, że opieka nad nim nie mogła w czasie choroby przynieść korzyści praktycznych. Zakłada się, że motywacje wynikały z pobudek duchowych lub po prostu współczucia dla szczeniaka. Pies mógł być traktowany jako zwierzę domowe, prawdopodobnie należące do dwóch osób pochowanych obok niego.

### Śmierć
Nie wiadomo, czy pies zdechł z powodu przebytej choroby lub innych przyczyn naturalnych, czy też został zabity, aby pochować go obok dwóch ludzi. Zabijanie lub składanie ofiar z psów podczas pochówków ludzi często wiąże się z motywami duchowymi, religijnymi i rytualnymi, w tym wiarą w życie pozagrobowe.

## Drugi pies
Prawy górny trzonowiec znaleziony w pochówku, początkowo uważany za część psa z Bonn-Oberkassel, zidentyfikowano jako pochodzący od innego psa. Ząb ten okazał się znacznie mniejszy od oczekiwanej wielkości przewidywanej dla głównego okazu, różnił się kolorem od pozostałych zębów i wykazywał oznaki znacznie większego zużycia, co sugeruje, że należał do mniejszego i starszego osobnika. Ząb ten był prawdopodobnie tam umieszczony jako dobro grobowe.